# Österreichischer Hockeyverband
De Österreichischer Hockeyverband (ÖHV) is de nationale hockeybond van Oostenrijk. De bond werd in 1913 opgericht en was een van stichtende leden van FIH.
De bond is daarnaast aangesloten bij de EHF en is gezeteld in de hoofdstad Wenen. De bond is verantwoordelijk voor alle veld- en zaalhockey activiteiten in Oostenrijk en rondom de nationale ploegen. Er zijn 17 aangesloten clubs ingeschreven. De bondspresident is Walter Kapounek.

## Nationale ploegen
- Oostenrijkse hockeyploeg (mannen)
- Oostenrijkse hockeyploeg (vrouwen)

## Ledenaantallen
Hieronder de ontwikkeling van het ledenaantal en het aantal verenigingen:
| Jaar | Aantal leden | Aantal verenigingen |
| ---- | ------------ | ------------------- |
| 2017 | 4.502        | 35                  |
| 2016 | 4.429        | 35                  |
| 2015 | 4.337        | 35                  |
| 2014 | 4.042        | 28                  |
| 2013 | 4.204        | 35                  |
| 2012 | 4.172        | 34                  |
| 2011 | 4.153        | 34                  |
| 2010 | 4.132        | 33                  |
| 2009 | 4.132        | 32                  |
| 2008 | 4.087        | 32                  |
| 2007 | 3.317        | 25                  |
| 2006 | 3.292        | 25                  |
| 2005 | 3.890        | 28                  |
| 2004 | 3.432        | 27                  |
| 2003 | 2.575        | 21                  |
| 2002 | 2.575        | 21                  |
| 2001 | 3.600        | 22                  |
| 2000 | 3.603        | 22                  |
| 1999 | 3.516        | 22                  |
| 1998 | 3.516        | 21                  |